# 杉田比呂美
杉田 比呂美（すぎた ひろみ）は、日本のイラストレーター、絵本作家、本の装幀なども手がける。

## 来歴
東京都生まれ。阿佐ヶ谷美術専門学校を卒業し、グラフィックデザイナーを経てフリーのイラストレーターとなる。そのユーモラスかつとらえどころのない作風で、ミステリから児童文学まで幅広い分野の作品の挿絵を手がける。特にミステリの挿絵には、若竹七海の『葉村晶シリーズ』など多数。児童文学作品の挿絵には、それぞれ第40回・第45回日本児童文学者協会賞受賞作品の『トゥインクル』・『4つの初めての物語』などがある。2010年より「小説すばる」の表紙画を担当している。『12にんのいちにち』で第20回日本絵本賞受賞。

## 主な著作

### 絵本・児童書
- たびするとこやさんチョッキーノ
- ぼく、わん
- 風たんてい日記―FOR YOU絵本コレクションY.A.
- 散歩の時間
- 街のいちにち
- 空を見ていた
- おうじさまのいちだいじ